# Château d'eau de Šítkov
Le château d'eau de Šítkov, également appelé Hořejší novoměstská, est un château d'eau de la fin du XVe siècle situé sur la rive droite de la rivière Vltava dans la nouvelle ville de Prague, au niveau du quai Masaryk. Juste à côté se trouve le bâtiment fonctionnaliste du Cercle Artistique Mánes.

## Localisation et histoire
À l'origine, un château d'eau en bois a été construit en 1495 à l'extrémité sud de l'île Slovensky. Cependant, il brûla complètement en 1501. La tour fut ensuite restaurée en bois et, en 1588, elle fut de nouveau détruite par un incendie, ainsi que de nombreux moulins voisins. Entre 1588 et 1591, une tour en pierre fut construite. En 1648, la tour fut endommagée par des tirs d'artillerie lors du siège de Prague par les troupes suédoises, c'est pourquoi en 1651 elle fut à nouveau réparée. C'est au cours de cette période que le bâtiment reçut son clocher à bulbe baroque, recouvert de tôle de cuivre à la fin du XVIIIe siècle.
La tour servait d'aqueduc local, qui distribuait par gravité l'eau de la Vltava aux fontaines et aux maisons de la nouvelle ville et de la vieille ville de Prague, et servit à cet effet jusqu'en 1847. En 1882, l'aqueduc fut démantelé et la tour devait être démolie. Cependant, grâce à l'intervention de l'Association des Discussions d'Artistes, sa démolition n'a finalement pas eu lieu et la tour a pu être préservée.

## Description

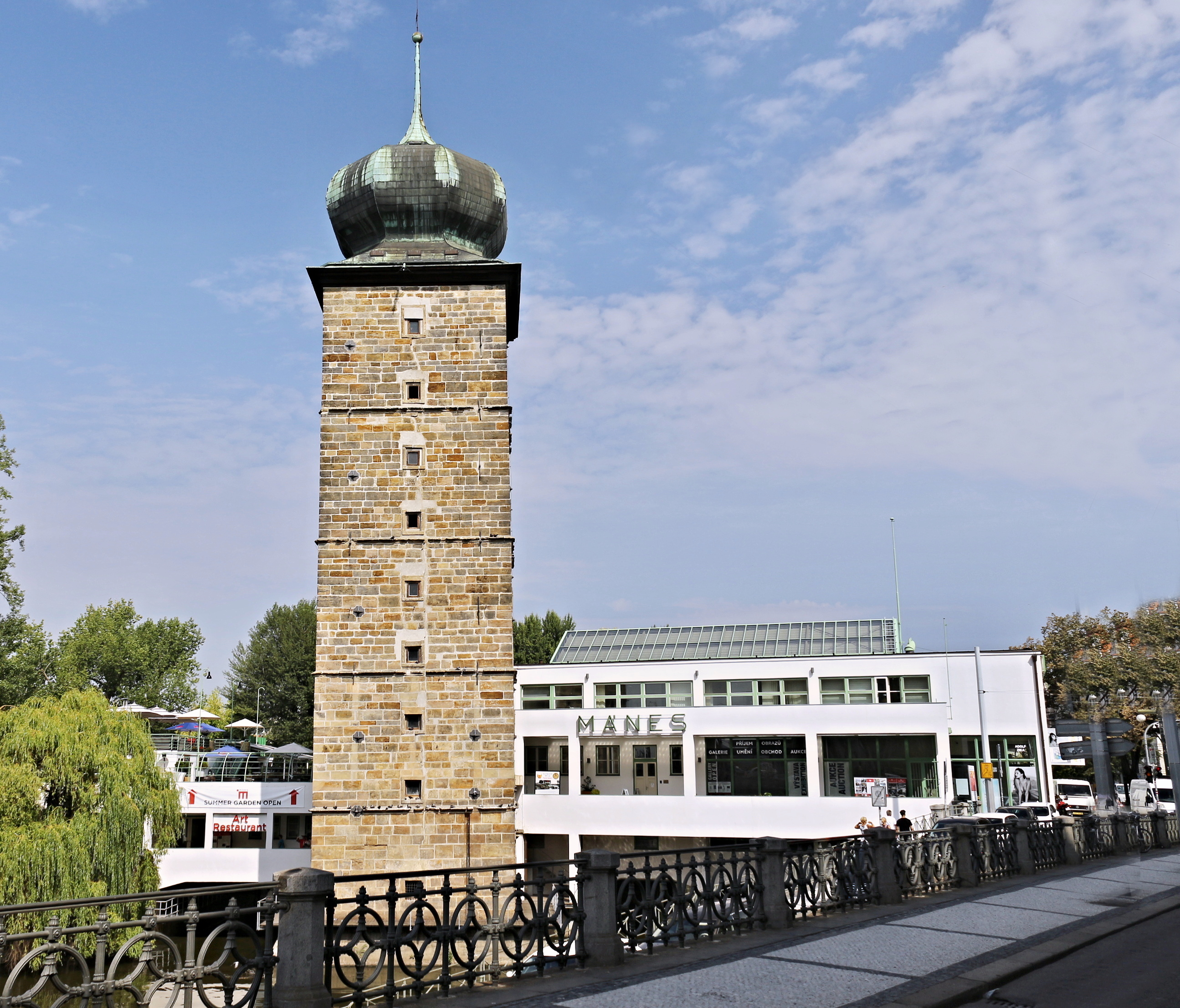
Tour Šítkov derrière le bâtiment de l'association Mánes, vue depuis le Théâtre National

La tour mesure 47 mètres de haut, est de plan carré et est légèrement inclinée, ayant été construite sur le fond sablonneux de la Vltava sans fondations adéquates. L'église voisine de l'Annonciation de la Vierge Marie à Slupi, souffre d'un problème similaire, qui est décalée de 63 cm.
En 1927, une fondation en béton armé est créée autour de la base de la tour pour assurer sa stabilité. Au XXe siècle, d'autres travaux de réhabilitation ont été réalisés, permettant à la tour de ne plus s'écarter de son axe.
Entre les étés 1977 et 1989, le dernier étage de la tour abritait l'Observatoire de la Surêté de l'État, qui y était installé pour surveiller l'entrée de la maison située sur le quai voisin, où Václav Havel possédait un appartement.